# Baumkirchen
Baumkirchen is een gemeente in het district Innsbruck Land van de Oostenrijkse deelstaat Tirol.
Baumkirchen ligt in het Inndal, aan de noordoever van de Inn. De gemeente ligt langs de Inntal Autobahn (A12) en is bereikbaar via de Tiroler Straße (B171) en de Baumkirchner Straße (L224). Het dorp is ook bereikbaar via de Unterinntalspoorlijn met het station Volders-Baumkirchen. Andere kernen in de gemeente zijn Unterfeld (557 m.ü.A.) en Zachenaste.

## Geschiedenis
Reeds in de bronstijd bestonden er nederzettingen op de plek waar nu Baumkirchen gelegen is. Het dorp werd in de eerste helft van de 11e eeuw voor het eerst vermeld als Pauminkircha viculum. In 1313 wordt het dorp als zelfstandige belastinggemeente genoemd in het belastingregister. Baumkirchen behoorde eerst tot de parochie Mils-Baumkirchen, maar in 1431 werd de parochie naar Baumkirchen verhuisd, waarna in 1602 beide plaatsen een eigen parochie kregen.

## Bezienswaardigheden
De parochiekerk is aanvankelijk aan het begin van de 14e eeuw in gotische stijl opgetrokken, maar later, in de 18e eeuw, heeft een verbouwing in Barokke stijl plaatsgevonden. Daarna is er in 1896 weer een verbouwing geweest in gotische stijl, wat er toe leidde dat pas in 1950 bij een restauratie ontdekt werd dat in de kerk Barokke schilderingen aanwezig waren. Andere bezienswaardigheden in het dorp naast de parochiekerk zijn onder andere de St. Annakapel uit 1645 en het slot Wohlgemutsheim aan de noordzijde van het dorp.